# Restinclières
Restinclières (okzitanisch: Restinclièiras) ist eine französische Gemeinde mit 2.573 Einwohnern (Stand: 1. Januar 2022) im Département Hérault in der Region Okzitanien. Sie gehört zum Arrondissement Montpellier und zum Kanton Le Crès. Die Einwohner werden Restinclièrois genannt.

## Geographie
Die Gemeinde Restinclières liegt etwa 18 Kilometer nordöstlich von Montpellier und ist 16 Kilometer von der Mittelmeerküste entfernt. Umgeben wird Restinclières von den Nachbargemeinden Saussines im Norden, Boisseron im Nordosten, Entre-Vignes im Osten, Saint-Geniès-des-Mourgues im Süden sowie Beaulieu im Westen.

## Bevölkerungsentwicklung
| Jahr                       | 1962 | 1968 | 1975 | 1982 | 1990 | 1999 | 2009 | 2020 |
| Einwohner                  | 214  | 211  | 296  | 587  | 781  | 1162 | 1552 | 2183 |
| Quellen: Cassini und INSEE |      |      |      |      |      |      |      |      |

## Sehenswürdigkeiten
- Kirche Saint-Césaire aus dem 12. Jahrhundert

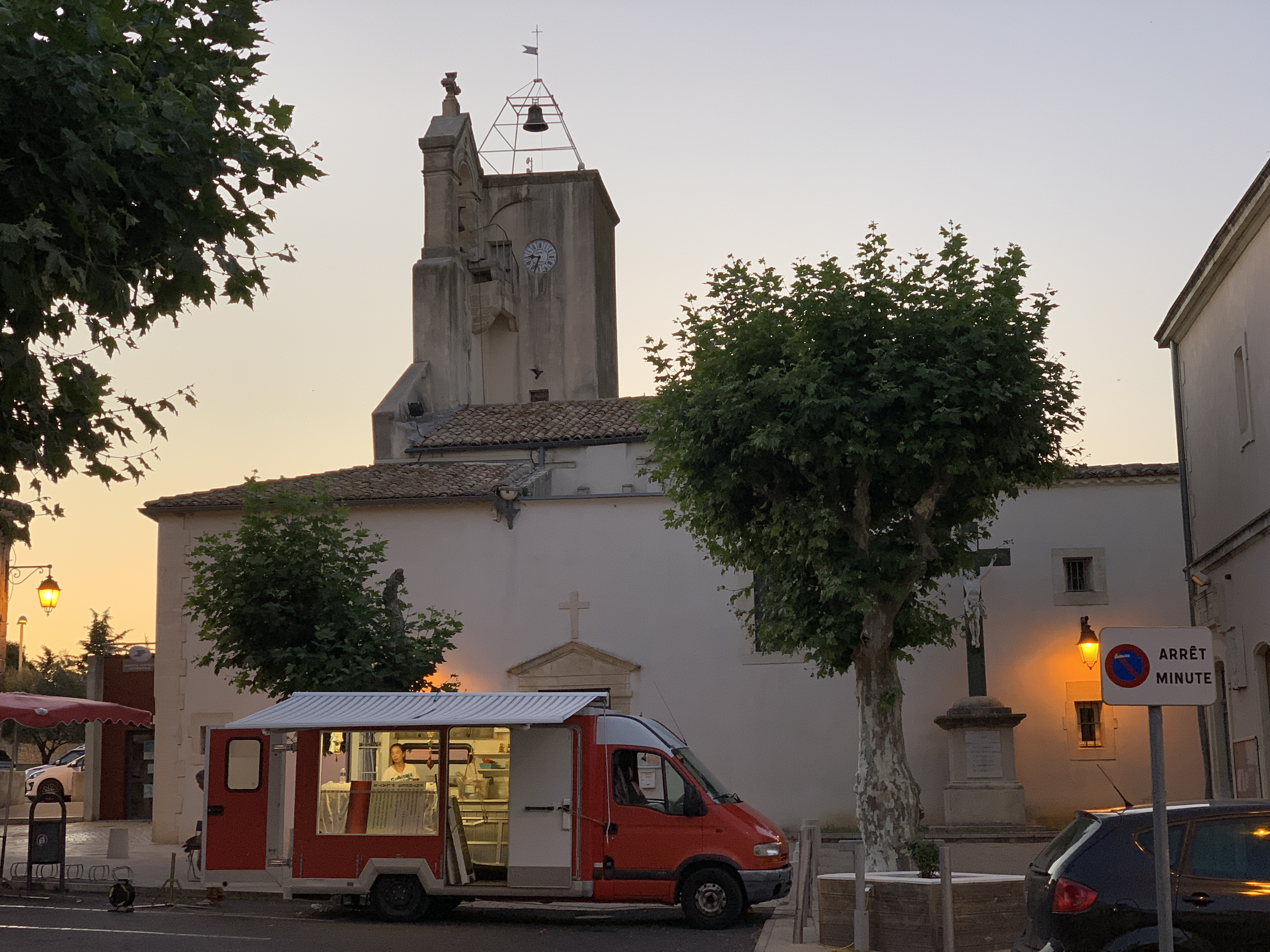
Kirche Saint-Césaire